# Escape (musikalbum)
Escape är det sjunde albumet av det amerikanska rockbandet Journey ( åttonde om man räknar Dream after Dream som endast släpptes i Japan). Albumet räknas som ett av de bästa av Journey med låtar som Don't stop believin, Stone in Love, Who's cryin now, Still they ride, Escape, Mother Father och Open arms. När Gregg Rolie hoppat på grund av bandets mer radio-vänliga inriktning blev Jonathan Cain medlem och Escape är det första Journeyalbumet han medverkade på, bland annat låtskrivandet till den maffiga Open arms.

## Låtlista
Alla låtar är skrivna av Steve Perry, Jonathan Cain och Neal Schon om inget annat anges
1. Don't Stop Believin'                                                           4.09
2. Stone in Love                                                                      4.24
3. Who's Cryin Now       ( Cain, Perry)                                               5.01
4. Keep on Runnin                                                                     3.40
5. Still They Ride                                                                    3.48
6. Escape                                                                             5.16
7. Lay it Down                                                                        4.13
8. Dead or Alive                                                                      3.19
9. Mother, Father         (Matt Schon, Perry, Neal Schon, Cain)                       5.27
10. Open Arms              (Cain, Perry)                                               3.18

### Medverkande
- Steve Perry - Sång
- Neal Schon - Gitarr
- Jonathan Cain- Keyboard
- Ross Valory - Bas
- Steve Smith - Trummor